# جيمس فريمان غيلبرت
جيمس فريمان غيلبرت (بالإنجليزية: James Freeman Gilbert) هو أستاذ جامعي أمريكي، ولد في 9 أغسطس 1931 في فينسينس في الولايات المتحدة، وتوفي في 15 أغسطس 2014 بسبب حادث مرور.